# Holnest
Holnest – wieś w Anglii, w hrabstwie Dorset. Leży 21 km na północ od miasta Dorchester i 179 km na południowy zachód od Londynu.